# Guitarra lira
La guitarra-lira, de la família dels cordòfons de corda pinçada, és un instrument musical híbrid, ja que combina el mànec d'una guitarra amb la caixa de ressonància d'una lira.

## Organologia
L'instrument consta de sis cordes que poden ser dobles. Sol assolir els 80cm de llargada i els 30 d'amplada. El pont pot tenir montura o pot ser un pont simple amb clavilles o sistema de lligat. El diapasó té trasts incrustats (de dotze a divuit) i s'estén fins al cos de l'instrument. El claviller sol ser al darrere del cap, i ha al davant alguna mena d'ornamentació. El revers del cos pot ser pla o estar bombat. La base és plana i, per tant, la guitarra pot descansar verticalment i funcionar com a element decoratiu. L'obertura de la taula harmònica pot ser al mig, en forma de cercle, o dues obertures laterals més ornamentades en forma de, per exemple, lòbul, o ambdues coses. A vegades les obertures laterals es presenten en forma de f.
Es fa d'essències de fusta diversos: 
- pi o pícea per a la taula
- auró, palo-santo, sicòmor o noguera per als riscles, fons i pala
- cedre per al mànec i el cap
- banús per al pont i diapasó

La subjecció dels braços laterals, si n'hi ha, pot ser de metall o de fusta.
El treball es complementa amb marqueteria i el materials ornamentals tant per a l'obertura com per a la tapa, el diapasó o el cap poden ser llautó, nacre o ivori.

## Context històric
Els primers tractats van ser publicats pel músic francès Jean-Baptist Phillis (ca. 1751–1823). Se sap que P.C. Mareschal va publicar un pamflet de demanda reconvencional a la qual reivindica els seus drets com a inventor de l'instrument i hi acusa Phillis i Pleyel per haver robat el seu disseny de la Lira Anacreòntica, tal com la va anomenar fent apologia de la poesia lírica, de moda en aquell moment, que canta els plaers de l'amor, els amics i el vi.

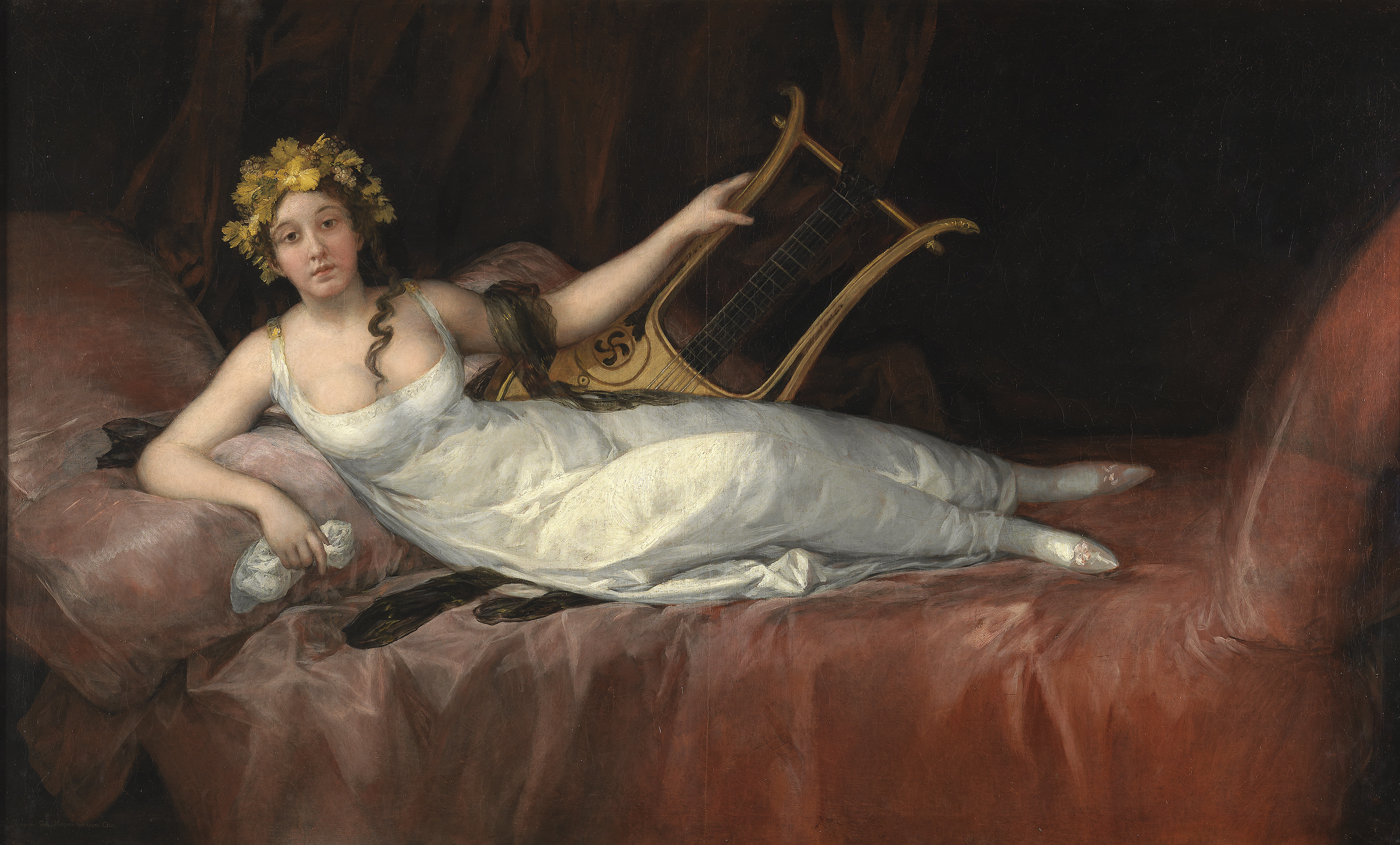
Retrato de la Marquesa de Santa Cruz

Tot i així, ja hi ha representacions d'aquest instrument des del segle ix, però va ser efectivament al segle xix quan va gaudir de més popularitat, sobretot a ciutats com Londres o París, on les dones de la cort de Napoleó acompanyaven el cant amb la guitarra-lira. Aquesta era un signe de distinció i l'instrument de moda entre les senyoretes de la noblesa, algunes de les quals es van fer retratar per pintors de la cort. El retrat de la Marquesa de Santa Cruz de Goya (1805), que representa la musa Erato, és un reflex del context cultural, tendències i modes musicals de l'època. La pintura evoca la poesia lírica i el déu grec Apol·lo, déu de la veritat, la poesia, la música, les arts. Tot plegat és un retorn al classicisme, prenent Grècia com a principal referent. La guitarra-lira és un instrument propi de la iconografia neoclassicista.

## Lutiers
Alguns lutiers que van construir guitarres-lira al voltant d'aquest període van ser Johann Gottlob Thielemann a Berlín, François Breton a Mirecourt, Lupot a Orleans, Clementi a Londres, Gennaro Fabricatore a Nàpols i Telesforo Julve a València.
La construcció d'aquestes guitarres va inspirar el disseny de la caixa de la guitarra clàssica amb les espatlles en forma de banyes, sobretot a França i Nàpols, i als títols d'alguns tutorials publicats apareixia el nom de lira, que refereix a la guitarra de sis cordes. Malgrat tot, a mitjan segle xix aquesta guitarra va perdre popularitat i el mot va desaparéixer progressivament dels títols a la portada dels tractats. No va transcendir com a instrument popular entre el col·lectiu de músics professionals.